# Torsten Welling

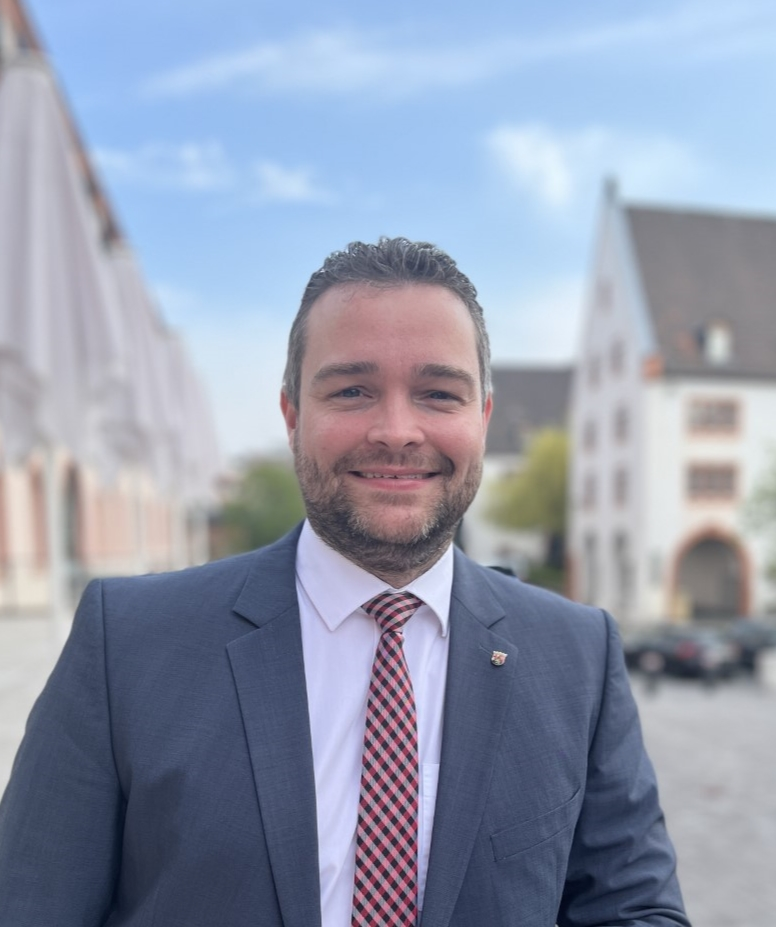
CDU-Landtagsabgeordneter Torsten Welling

Torsten Welling (* 13. Februar 1985 in Koblenz) ist ein deutscher Politiker der CDU und seit 2021 Abgeordneter im Landtag Rheinland-Pfalz.

## Leben und Beruf
Welling wohnt seit seiner Kindheit in Ochtendung, wo er auch die Grundschule besuchte. In Mayen besuchte er anschließend die Realschule und das Wirtschaftsgymnasium, das er mit dem Abitur abschloss. Nach seinem Grundwehrdienst bei der Bundeswehr studierte er Volkswirtschaften an der Universität Trier, das Studium schloss er 2011 mit dem Diplom ab. Nach einem Praktikum arbeitete er sieben Jahre lang bei Ernst & Young in Eschborn. Anfang 2019 wechselte er zu einem Maschinenbauer in Andernach, wo er die Finanzabteilung leitet.
Torsten Welling ist seit 2016 verheiratet.

## Politik
Im Jahr 2000 bewarb sich Welling für das Jugendparlament in Ochtendung, welches jedoch nicht etabliert werden konnte. Daraufhin trat er der soeben gegründeten Jungen Union in Ochtendung bei, deren Vorsitz er 2003 übernahm. Kurz darauf wurde er in den JU-Kreisvorstand gewählt und übernahm 2010 den Vorsitz des JU-Kreisverbandes Mayen-Koblenz. 2008 wurde er in Trier zum stellvertretenden Landesvorsitzenden der JU Rheinland-Pfalz gewählt. Dieses Amt gab er 2014 auf, um den Vorsitz des JU-Bezirksverbandes Koblenz-Montabaur zu übernehmen. Zudem ist er Ortsverbandsvorsitzender der CDU in Ochtendung und stellvertretender Vorsitzender der CDU Maifeld. Im Sommer 2019 wurde Welling beim Bezirksparteitag der CDU Koblenz-Montabaur zum Stellvertreter des neuen Vorsitzenden Matthias Lammert gewählt.
Bei der Kommunalwahl 2004 erfolgte die erste Wahl in den Ortsgemeinderat von Ochtendung. Dort übernahm er 2009 den Vorsitz der CDU-Fraktion. Im selben Jahr wurde er erstmals in den Rat der Verbandsgemeinde Maifeld gewählt. Seit der Kommunalwahl 2019 ist er zudem Mitglied des Kreistags Mayen-Koblenz sowie Erster Beigeordneter der VG Maifeld.
Bei der Landtagswahl 2021 gewann Welling das Direktmandat im Wahlkreis Mayen und zog so in den Landtag ein. Er folgte damit Adolf Weiland, der nicht erneut kandidierte.